# 安·沃克
安·沃克（英語：Ann Walker，1803年5月20日—1854年2月25日）是英国西约克郡的一位庄园主。她和她的伴侣安·李斯特是目前所知第一对举行同性婚礼的女性。1834年，她们在约克的圣三一教堂举行了未经当时法律认可的婚礼仪式。

## 早期生活
据资料记载，沃克家族最早是由Southowram搬到土壤肥沃的Crow Nest，安的曾祖父威廉·沃克是一个羊毛商（wool stapler），尚算小康，未曾大富。真正让家族财产实现倍增的，是安的祖父，另一位威廉·沃克（1713-1786）。1750年代，哈利法克斯成为西瑞丁地区最重要的精纺羊毛品制造中心，威廉是一位精纺羊毛制品生产厂商。他精心经营自己的婚姻，与本地富商之女结婚，女方家族在哈利法克斯中部拥有价值不菲的土地。通过制造业投资再生产和联姻，威廉·沃克扩大和巩固了沃克家族的资产和土地，成为当地精纺新富、商业精英的代表。此外，他还捐买头衔，成为太平绅士和地方军事长官助理（deputy lieutenant）。威廉育有二子三女，其中女儿伊丽莎白嫁入服装大亨Priestley家族，他们投资了运河、银制品、仪器制造等股份。儿子约翰则与爱德华兹家族的女儿玛丽成婚。
安·沃克于1803年5月20日出生于西约克郡的莱特克利夫，父亲是约翰·沃克，母亲是玛丽·沃克（婚前姓氏为爱德华兹），她在莱特克利夫的圣马修教堂受洗。幼年的安与父母、两位姐姐玛丽和伊丽莎白以及弟弟约翰居住于克里夫山庄（Cliffe Hill），她六岁时全家搬到了鸦巢（Crow Nest）。安的姐姐玛丽于1815年去世，安的父亲于1823年4月29日去世，当时安尚不足20岁。同年11月20日，安的母亲去世。安的弟弟约翰继承了家族庄园鸦巢。 1828年10月底，安的姐姐伊丽莎白与乔治·麦凯·萨瑟兰上校（George Mackay Sutherland）结婚，并搬去苏格兰埃尔郡。1830年，因弟弟约翰在意大利那不勒斯度蜜月期间突然去世，安和她的姐姐伊丽莎白顺位成为鸦巢庄园及产业继承人，这意味着姐妹二人拥有了相当数量的财产。安在鸦巢度过了她的二字头的岁月，直到1831-1832年，她搬进庄园里另一处小别墅利德盖特（Lidgate）。1832年7月6日，李斯特在利德盖特重遇长大成人的安，并对她展开了追求。

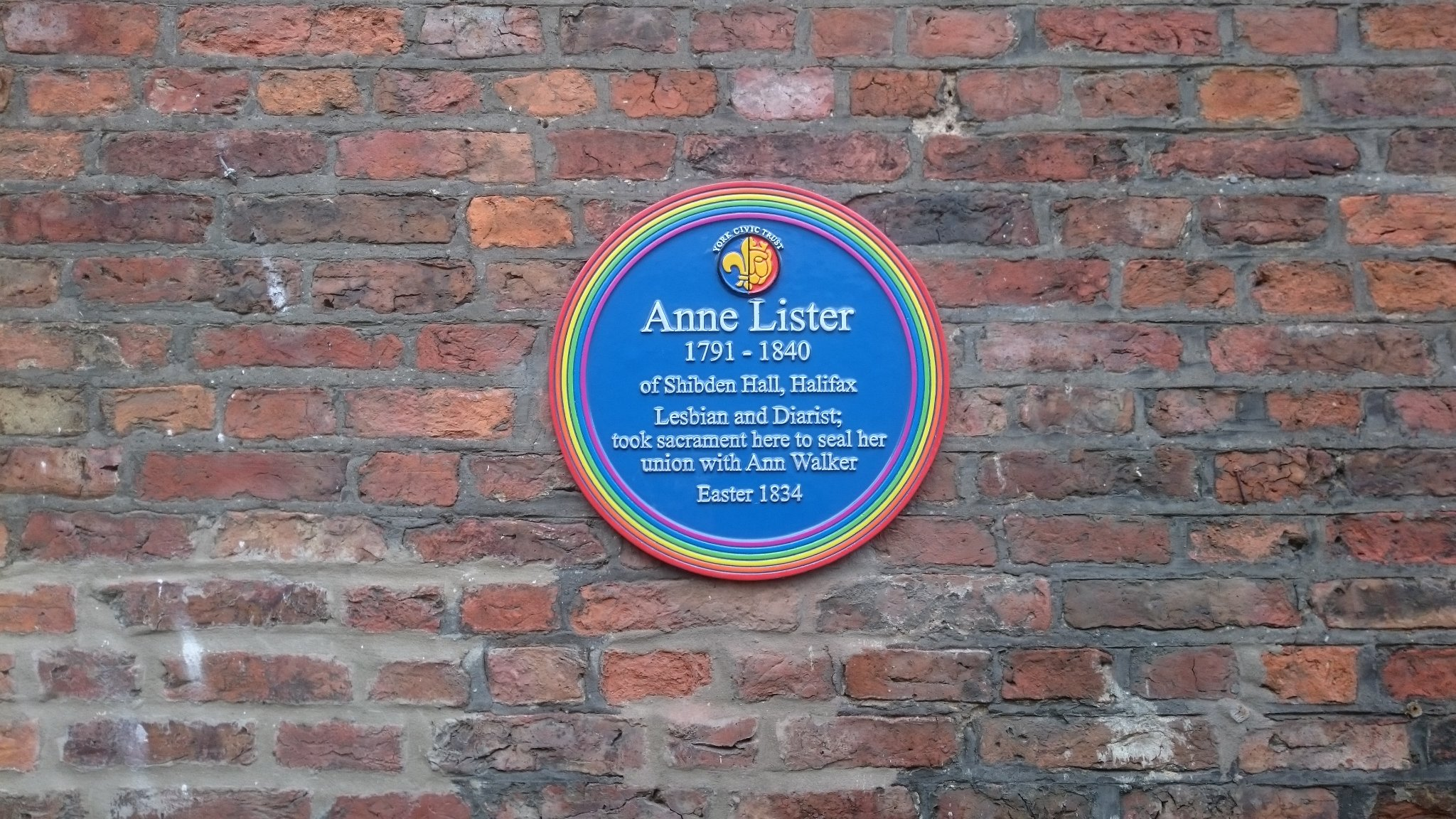
安·李斯特的蓝色牌匾

## 婚姻
沃克和李斯特的庄园相邻，自李斯特1815年搬入希布顿庄园后数年时间里，她们比邻而居但只是偶尔见面。直到1832年，两人才开始真正的恋爱乃至性关系。在重新相识后的几个月中，她们的关系发展为热恋。1834年2月10日，沃克与李斯特互相给予对方承诺，并将此日期视为结合日；2月27日，她们交换了互相承诺信物的戒指。1834年3月30日（复活节），她们在约克的古德姆门圣三一堂共同参加了圣餐仪式，李斯特视之为正式结婚礼成。现在该教堂内挂有纪念此事的蓝色牌匾。婚后，沃克搬入李斯特的祖宅希布顿庄园与李斯特共同生活。她们曾一起四处游历旅行，直到1840年李斯特在格鲁吉亚意外去世，终年49岁。沃克安排将李斯特的遗体进行了防腐处理，安排陆运海运，历经6个月时间把遗体运回了英国，使李斯特最终得以在哈利法克斯（Halifax）的家族墓地入土为安。根据李斯特的遗嘱，沃克获得了希布顿庄园及产业的终身使用和受益权。

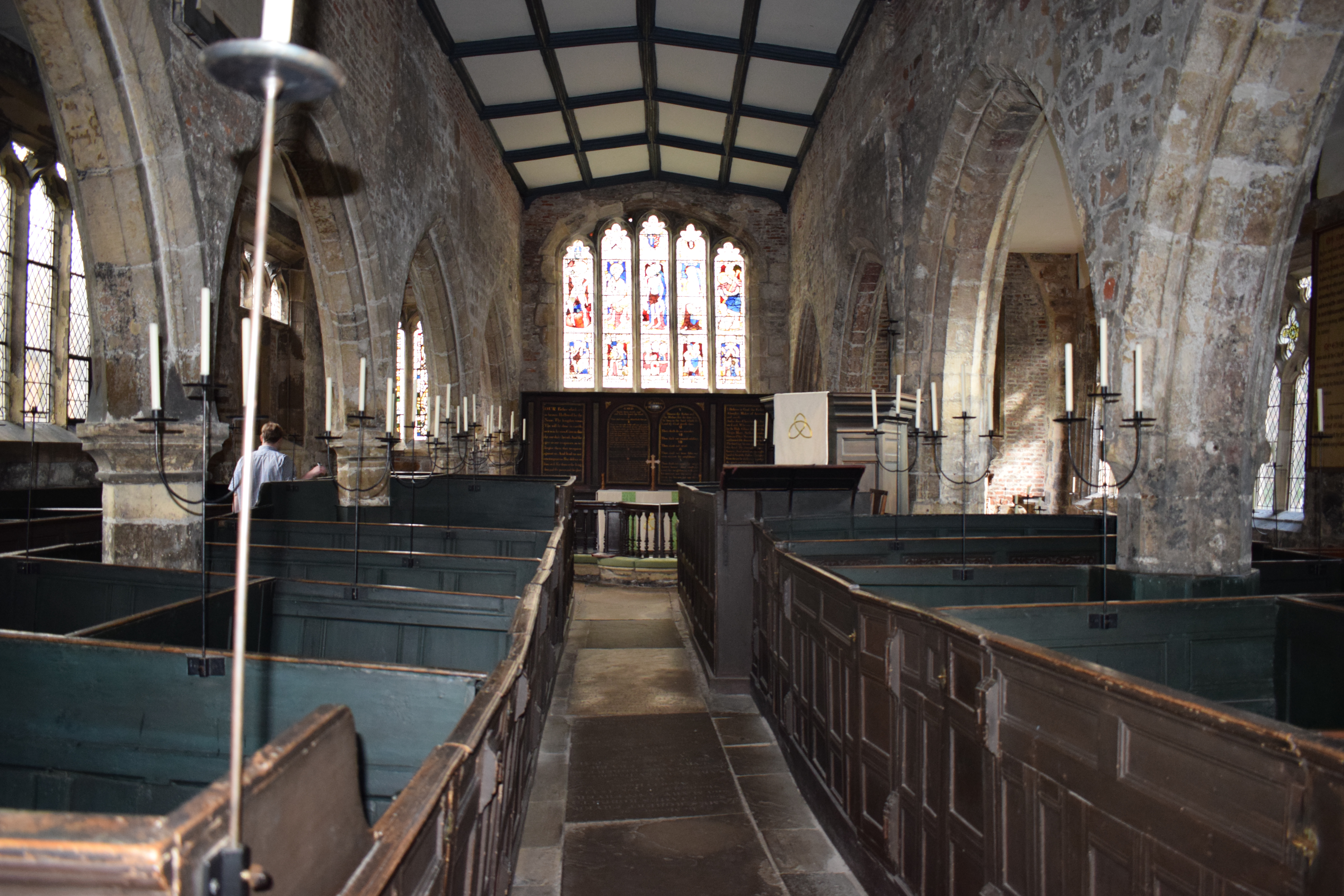
古德门圣三一堂内部，1834年安·李斯特与安·沃克共同参加圣餐仪式并视之为正式结合礼成的地方

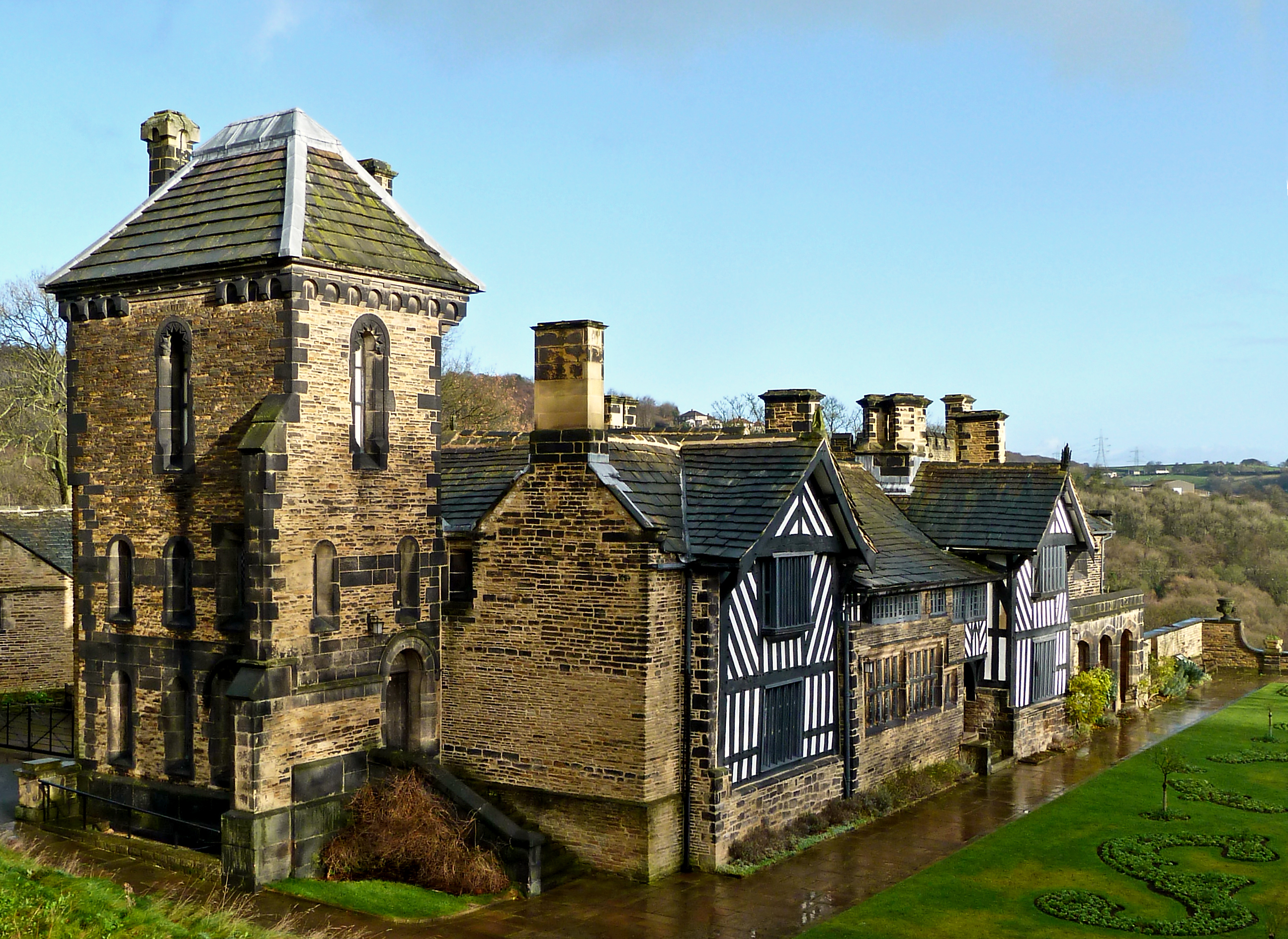
希布顿庄园，安·沃克与安·李斯特结合后共同居住之所。安·李斯特去世后，安·沃克也继续居住了一段时间

## 信仰与慈善工作
沃克是基督教圣公宗教徒，信仰和慈善事业对她来说都极为重要。她在莱特克利夫的圣马修教堂进行崇拜，一生未曾间断，此外她还在礼拜日向家人和仆人宣读祈祷文和经文。喜欢孩子的沃克创建了自己的星期日慈善学校，并乐此不疲。她对仆人们也很爱护，她1839-1840年游历海外时写回家的信印证了这一点，她在信中逐一列出了她不在家时应安排他们收到的圣诞礼物。

## 精神健康
沃克一生都在心理健康问题上受困与挣扎。她间歇的受到抑郁和焦虑的困扰，这在某种程度上与她的宗教信仰有关。对于接受自己的性取向，沃克也一直内心纠结，这对她的精神健康以及她与李斯特的关系都增添了额外负担。1832年11月1日，沃克曾面对一个艰难决定：是选择李斯特，还是选择与男性的传统婚姻关系：
```
   
我坐在她身边的沙发上，我俩脸上一直默默流泪。她非常犹豫，担心和他一起并不能像她一度以为的那样幸福。直到现在她才意识到自己对我是多么依恋……她忍受着煎熬，不知所措。她说我表现得很好……她说她喜欢我胜于喜欢他。她说一想到要与男人建立任何联系，她就感到内心厌恶。
[
14
]
```

1843年，李斯特去世三年后，她被宣布为“精神不健全”，被从希布顿庄园带走，送至约克的精神病患庇护所，接受Steph Belcombe医生的治疗。不久后她回到希布顿庄园，然后搬回莱特克利夫的家族产业克里夫山庄，在此居住直至1854年去世。

## 去世
安·沃克于1854年2月25日去世，终年50岁。根据她的死亡证明书，死亡原因被记录为“脑积液阻塞”。她被安葬在莱特克利夫的旧圣马修教堂的讲坛下。
安的父亲约翰（卒于1823年4月22日）、母亲玛丽（卒于1823年11月3日），哥哥威廉（卒于1798年4月26日），姐姐玛丽（卒于1815年2月1日）和弟弟约翰（卒于1830年1月19日），以及姑姑安·沃克（卒于1847年10月29日）和侄女玛丽·萨瑟兰（卒于1845年6月16日）也都葬于圣马修教堂墓园。1974年，教堂当局拆除了旧圣马修教堂，并在附近建造了由威廉·斯温登·巴伯设计的新圣马修教堂，塔楼仍原址保留。现在，安的纪念铜匾仍悬挂在旧塔楼中。2019年9月14日（星期六）进行了纪念铜匾特别开放日，是该塔自1970年代关闭以来首次向公众开放。

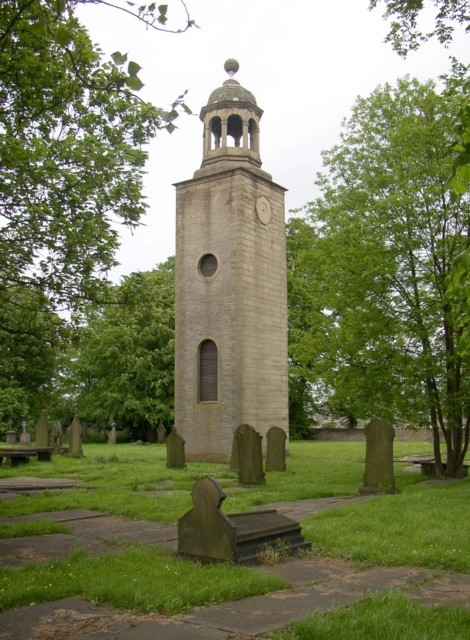
旧圣马修教堂的塔楼，安·沃克的纪念匾现安放于此

## 遗产
安·沃克的肖像至今未发现，但有少量信件被保存于西约克郡档案馆。关于沃克的大部分信息来自李斯特日记，李斯特自青年时期起，终其一生记录了详尽的日记。
沃克也记日记。2020年10月20日，志愿研究者有了突破性发现。10月23日，西约克郡档案馆确认后公布：在其馆藏资料中，被误认为是李斯特旅行日志并归档于“罗森家族档案”(WYC:1525/7/1/5/1)中的一本日记，实际上是安·沃克的日记。日记的日期涵盖1834年6月4日至1835年2月19日；其中1834年8月26日至11月14日缺失。这是迄今为止首次被发现的第一本安·沃克日记。日记已被志愿者完成了数字化录入，并在网上公开。
时至今日，沃克的遗产以另一种方式留存后世：她不顾家人的反对，选择了与李斯特的共同生活；她的勇气，决心和与意志激励今人。

## 流行文化
《绅士杰克》是一部由萨利·温赖特创作，HBO和Lookout Point（BBC）联合制作的历史电视连续剧，由苏兰·琼斯饰演安·李斯特，由苏菲·兰朵饰演安·沃克。该剧的创作素材来源于李斯特日记，日记共计五百万词，其中六分之一内容以密码写成。第一季剧情始于1832年的约克郡哈利法克斯。《绅士杰克》第一季于2019年4月22日在美国首播，2019年5月19日在英国首播，BBC One于2019年5月23日即宣布续拍第二季。
O'Hooley＆Tidow创作的歌曲《Gentleman Jack》成为贯穿该剧的主题音乐。
第二季剧情讲述李斯特与沃克婚后，1834年到1836年间的共同生活情况。《绅士杰克》第二季于2022年4月10日在英国BBC One首播；2022年4月25日在美国HBO首播。